# Pulsaciones por minuto
Las pulsaciones por minuto o PPM es una unidad empleada para medir el ritmo en música. Equivale al número de pulsaciones que caben en un minuto.
Se indica con una figura, seguida de un signo igual =, y luego por el número que representa la cantidad de esas figuras que entran en un minuto. Cuanto más grande es este número, la música se ejecutará más rápida. Evidentemente, si se indica como tempo  = 60, cada negra valdrá un segundo. Normalmente la figura que se usa como referencia para el tiempo es la negra, aunque pueden usarse otras figuras dependiendo del compás en que esté escrita la obra. 
En algunas partituras se coloca este valor sobre el pentagrama para indicar el tempo al que se debe ejecutar la música, desde ese momento hasta la próxima indicación (o —en caso de que no haya otra indicación— hasta el final).

## Pulsos por minuto en los distintos géneros musicales
Cada género musical está asociado a un tempo determinado normalmente. Aquí se exponen algunos ejemplos:
- Big room house: 128-136 PPM
- Chill out: 70-100 PPM
- Habanera: 50-60 PPM
- Dance-pop: 110-120 PPM
- Dark psytrance: 145-180 PPM
- Doomcore: 120-150 PPM
- Drum and bass: 160-180 PPM (en los años 1990 era de 140 - 170, pero se ha acelerado)
- Dubstep: 140-175 PPM
- Electro: 126-135 PPM
- Electro house: 125-135 PPM
- Electropop: 100-120 PPM
- Eurodance: 130-150 PPM (algunas canciones entre 110-120 PPM, aunque en promedio son 140)
- Frenchcore: 200-300 PPM
- Funk carioca: 95-135 PPM (algunas canciones entre 85-95 PPM o 135-145 PPM, aunque en promedio son 120)
- Funky house: 128-136 PPM
- Goa trance: 130-146 PPM
- Grindcore: 124-240 PPM
- Happy hardcore: 180-200 PPM
- Hardcore melódico: 150-210 PPM
- Hardcore punk: 180-200 PPM
- Hardstyle: 145-160 PPM
- Hi-NRG (High-Energy): 130-140 PPM
- Hip Hop: 80-90 PPM
- House: 124-130 PPM
- Italodance: 140 PPM
- Lento violento: 90-115 PPM
- Minimal: 120-135 PPM
- Moombahton: 108-140 PPM
- Neo crust: 180-210
- New beat: 110-120 PPM
- Norteña: 110-120 PPM
- Pop: 90-135 PPM (Antes era menor pero se ha acelerado)
- Psytrance: 140-145 PPM
- R&B: 80-90 PPM
- Reggae: 75 PPM
- Reguetón: 70-120 PPM (algunas canciones entre 120-140 PPM, aunque en promedio son 85)
- Salsa: 80-100 PPM
- Schranz: 150-170 PPM
- Ska 110-135 PPM
- Speedcore: 200-600 PPM (llegando a 2000 PPM en algunos temas)
- Tango: 50-56 PPM
- Techno hardcore: 165-220 PPM
- Techno: 125-145 PPM
- Terrorcore: 250-350 PPM
- Trance: 125 y 150 PPM[1]
- Trap: 140 PPM
- Trip hop: 60-120 PPM
- Vaporwave: 80-100 PPM
- Splittercore: 600-999 PPM
- Suizidcore: 1000-3600 PPM
- Extratone: 3600-15000 PPM
- Supertone: 15000-1200000 PPM